# Orthotrichia ensiformis
Orthotrichia ensiformis is een schietmot uit de familie Hydroptilidae. De soort komt voor in het Australaziatisch gebied.